# 504 هـ
504 هـ هي سنة في التقويم الهجري امتدت مقابلةً في التقويم الميلادي بين سنتي 1110 و1111.

## مواليد
- ابن حبيش

## وفيات
- أحمد بن محمد الفرسطائي
- إلكيا الهراسي
- أسعد بن أحمد الطرابلسي